# بایه (سرپل)
بایه یک منطقه مسکونی در ولایت سرپل کشور افغانستان است.